# Csepcsányi Tamás
Csepcsányi Tamás (19. század) ügyvéd.

## Élete
Vallása evangélikus. Nemességét igazolta Túróc megye 1812. évi bizonyítványával, 1813-ban költözött Békés megyébe. 1829 és 1836 között a gróf Stockhammer-uradalom jószágigazgatója volt, 1830-ban kastélyt építtetett. 1832-ben a pozsonyi országgyűlésen Békés vármegye követe, 1836-ban az országgyűlés által a határvizsgáló választmány tagjául neveztetett ki. 1834-ben nagyobb részt vásárolt meg Csabán Stockhammer Ferdinánd eladott birtokából. Békés- és több megyék táblabirája volt. Fiai: Gyula és Béla.

## Munkái
- Extractus juris hungarici summarius pro usibus juratorum jud. tabulae judiciariae, qui censuram advocatialem subire parant. Pestini, 1829.

Kézirata: A vármegyék rendje, kiterjedésük, városok, mezővárosok és helységek szerint 1827. (Az Országos Széchényi Könyvtár kézirattárában)